# Nazionale maschile di football americano del Brasile
La nazionale di football americano del Brasile è la selezione maggiore maschile di football americano della CBFA che rappresenta il Brasile nelle varie competizioni ufficiali o amichevoli riservate a squadre nazionali.

## Risultati
Legenda: Grassetto: Risultato migliore, Corsivo: Mancate partecipazioni

## Dettaglio stagioni

### Amichevoli
| Stagione | Vin | Par | Per | Tot | PF  | PS | avversaria                   |
| -------- | --- | --- | --- | --- | --- | -- | ---------------------------- |
| 2007     | 0   | 0   | 1   | 1   | 14  | 20 | Uruguay                      |
| 2012     | 2   | 0   | 0   | 2   | 53  | 14 | Cile, Venezuela              |
| 2015     | 1   | 0   | 0   | 1   | 57  | 0  | Selezione Superliga Nordeste |
| 2017     | 1   | 0   | 0   | 1   | 38  | 0  | Argentina                    |
| Totale   | 4   | 0   | 1   | 5   | 162 | 34 |                              |

### Tornei

#### Mondiali

##### Fase finale
| Stagione | regular season | regular season | regular season | regular season | regular season | regular season | playoff | playoff | playoff | playoff | playoff | playoff       | playoff    |
|          | Vin            | Par            | Per            | Tot            | PF             | PS             | Vin     | Per     | Tot     | PF      | PS      | risultato     | avversaria |
| -------- | -------------- | -------------- | -------------- | -------------- | -------------- | -------------- | ------- | ------- | ------- | ------- | ------- | ------------- | ---------- |
| 2015     | 1              | 0              | 2              | 3              | 42             | 47             | -       | -       | -       | -       | -       | Settimo posto | Australia  |
| Totale   | 1              | 0              | 2              | 3              | 42             | 47             | -       | -       | -       | -       | -       |               |            |

##### Qualificazioni
| Stagione | regular season | regular season | regular season | regular season | regular season | regular season | playoff | playoff | playoff | playoff | playoff | playoff     | playoff    |
|          | Vin            | Par            | Per            | Tot            | PF             | PS             | Vin     | Per     | Tot     | PF      | PS      | risultato   | avversaria |
| -------- | -------------- | -------------- | -------------- | -------------- | -------------- | -------------- | ------- | ------- | ------- | ------- | ------- | ----------- | ---------- |
| 2015     | -              | -              | -              | -              | -              | -              | 1       | 0       | 1       | 26      | 14      | Qualificati | Panama     |
| Totale   | -              | -              | -              | -              | -              | -              | 1       | 0       | 1       | 26      | 14      |             |            |

#### Sulamericano
| Stagione | regular season | regular season | regular season | regular season | regular season | regular season | playoff | playoff | playoff | playoff | playoff | playoff   | playoff    |
|          | Vin            | Par            | Per            | Tot            | PF             | PS             | Vin     | Per     | Tot     | PF      | PS      | risultato | avversaria |
| -------- | -------------- | -------------- | -------------- | -------------- | -------------- | -------------- | ------- | ------- | ------- | ------- | ------- | --------- | ---------- |
| 2023     | 2              | 0              | 0              | 2              | 111            | 0              | -       | -       | -       | -       | -       | Campioni  | -          |
| Totale   | 2              | 0              | 0              | 2              | 111            | 0              | -       | -       | -       | -       | -       |           |            |

#### Montevideo Bowl
| Stagione | regular season | regular season | regular season | regular season | regular season | regular season | playoff | playoff | playoff | playoff | playoff | playoff   | playoff    |
|          | Vin            | Par            | Per            | Tot            | PF             | PS             | Vin     | Per     | Tot     | PF      | PS      | risultato | avversaria |
| -------- | -------------- | -------------- | -------------- | -------------- | -------------- | -------------- | ------- | ------- | ------- | ------- | ------- | --------- | ---------- |
| 2014     | -              | -              | -              | -              | -              | -              | 1       | 0       | 1       | 49      | 0       | Campioni  | Uruguay    |
| Totale   | -              | -              | -              | -              | -              | -              | 1       | 0       | 1       | 49      | 0       |           |            |

### Riepilogo partite disputate
| Anno             | Luogo          | Evento          | Fase del torneo | Incontro                               | Risultato |
| 17 novembre 2007 | Montevideo     | Amichevole      |                 | Uruguay - Brasile                      | 20 - 14   |
| 21 gennaio 2012  | Foz do Iguaçu  | Amichevole      |                 | Brasile - Cile                         | 33 - 0    |
| 15 ottobre 2012  | Puerto Ordaz   | Amichevole      |                 | Venezuela - Brasile                    | 14 - 20   |
| 26 aprile 2014   | Montevideo     | Montevideo Bowl |                 | Uruguay - Brasile                      | 0 - 49    |
| 21 dicembre 2014 | Rio de Janeiro | Amichevole      |                 | Rio de Janeiro - Brasile               | 6 - 17    |
| 25 gennaio 2015  | Recife         | Amichevole      |                 | Brasile - Selezione Superliga Nordeste | 57 - 0    |
| 31 gennaio 2015  | Panama         | Mondiale        | Qualificazioni  | Panama - Brasile                       | 14 - 26   |
| 9 luglio 2015    | Canton         | Mondiale        | Prima fase      | Francia - Brasile                      | 31 - 6    |
| 12 luglio 2015   | Canton         | Mondiale        | Prima fase      | Brasile - Corea del Sud                | 28 - 0    |
| 15 luglio 2015   | Canton         | Mondiale        | Prima fase      | Australia - Brasile                    | 16 - 8    |
| 16 dicembre 2017 | Belo Horizonte | Amichevole      |                 | Brasile - Argentina                    | 38 - 0    |
| 1º dicembre 2023 | Brazlândia     | Sulamericano    |                 | Colombia - Brasile                     | 0 - 56    |
| 2 dicembre 2023  | Brazlândia     | Sulamericano    |                 | Brasile - Cile                         | 55 - 0    |

## Confronti con le altre Nazionali
Questi sono i saldi del Brasile nei confronti delle Nazionali incontrate.

### Saldo positivo
| Nazionale      | Giocate | Vinte | Pareggiate | Perse | PF | PS | Ultima vittoria | Ultimo pari | Ultima sconfitta |
| -------------- | ------- | ----- | ---------- | ----- | -- | -- | --------------- | ----------- | ---------------- |
| Cile           | 2       | 2     | 0          | 0     | 88 | 0  | 2023            | -           | -                |
| Colombia       | 1       | 1     | 0          | 0     | 55 | 0  | 2023            | -           | -                |
| Argentina      | 1       | 1     | 0          | 0     | 38 | 0  | 2017            | -           | -                |
| Corea del Sud  | 1       | 1     | 0          | 0     | 28 | 0  | 2015            | -           | -                |
| Panama         | 1       | 1     | 0          | 0     | 26 | 14 | 2015            | -           | -                |
| Rio de Janeiro | 1       | 1     | 0          | 0     | 17 | 6  | 2014            | -           | -                |
| Venezuela      | 1       | 1     | 0          | 0     | 20 | 14 | 2012            | -           | -                |

### Saldo in pareggio
| Nazionale | Giocate | Vinte | Pareggiate | Perse | PF | PS | Ultima vittoria | Ultimo pari | Ultima sconfitta |
| --------- | ------- | ----- | ---------- | ----- | -- | -- | --------------- | ----------- | ---------------- |
| Uruguay   | 2       | 1     | 0          | 1     | 63 | 20 | 2014            | -           | 2007             |

### Saldo negativo
| Nazionale | Giocate | Vinte | Pareggiate | Perse | PF | PS | Ultima vittoria | Ultimo pari | Ultima sconfitta |
| --------- | ------- | ----- | ---------- | ----- | -- | -- | --------------- | ----------- | ---------------- |
| Australia | 1       | 0     | 0          | 1     | 8  | 16 | -               | -           | 2015             |
| Francia   | 1       | 0     | 0          | 1     | 6  | 31 | -               | -           | 2015             |

## Roster storici
| Roster del Brasile - Uruguay-Brasile 2014 |
| --- |
| Quarterback - Daniel Pereira - Ramon Martire - Rodrigo Dantas Running Back - Bruno Santucci - Mateus Bessa - Pedro Passarella - Thiago Rodriguez Wide Receiver - Adan Rodrigues - Guilhermo Gulin - Heron Azevedo - Leandro Fratini - Loan Felisardo - Rafael Junckes - Rodrigo Pons Tight End - Felipe Leiria - Felipe Vargas - Luiz Felipe Domingues - Cezar Bononi Offensive Linemen - Anselmo Brauer - David Whitehead - Dhiego Taylor - Hatila Fogo - Marcos Martiny - Rafael Menezes - Ricardo Schultz - Rufo Neto - Thiago Honorio Defensive Linemen - Andrei Vargas - Bruno da Silva - Delmer Zoschke - Kawan Pivatto - Leo Goulart - Rafael Pedron - Reinaldo Gotinha - Vinicius Gallo - Vinicius Zanon Linebacker - Eduardo Murilo Viana - Gerson Santos - Guilherme Bida - Igor Mota - Igor Nery - Pablo Chalfun - Thiago Bonito Defensive Back - Bruno Rosa - Cleverson Freitas - Fernando Giovanotti - Guylherme Grudther - Hanay Gonçalo - Henrique Rocha - Paulo Henrique Torquato - Vandiz Silva - Vitor Veloso Special Team - Raiam Santos K/P Roster aggiornato al 23 dicembre 2024 |

| Roster del Brasile - Qualificazioni mondiali 2015 |
| --- |
| Quarterback - Ramon Martire - Rodrigo Dantas Running Back - Bruno Santucci - Lucas Nascimento - Aluan Souza - Everton Antero FB/TE Wide Receiver - Heron Azevedo - Rodrigo Pons - Loan Felisardo - Adan Rodrigues - Guilherme Piccoli - Felipe Fernandes Tight End - Felipe Leiria - Luiz Felipe Domingues Offensive Linemen - Dhiego Taylor C - Marcos Martiny C - Rafael Menezes G - Henrique Pucca G - Anselmo Brauer OT - Hatila Fogo OT - Júnior Krüger OT - William Alberton OT Defensive Linemen - Bruno da Silva DT - Andrei Vargas DT - Kawan Pivatto DT - Augusto Oliveira DT - Delmer Zoschke DE - Vinicius Zanon DE - Felipe Marques DE - Edilson Asevedo DE Linebacker - Igor Nery - Laércio Anacleto - Igor Mota - Pablo Chalfun - Eduardo Murilo Viana - Gerson Santos Defensive Back - Cleverson Freitas S - Fernando Giovanotti S - Paulo Henrique Torquato S - Rodolfo Santos S - Vitor Veloso CB - Bruno Rosa CB - Filipe Sodré CB - 27 Flavio Gouveia CB Special Team - Raiam Santos K/P Roster aggiornato al 9 gennaio 2025 |

| Roster del Brasile - Mondiale 2015 |
| --- |
| Quarterback - 4 Ramon Martire - Rhudson Fonseca - 8 Rodrigo Dantas Running Back - Bruno Santucci - 43 Everton Antero FB/TE - Lucas Nascimento - 40 Rômulo Ramos Wide Receiver - Adan Rodrigues - Felipe Fernandes - Rodrigo Pons - 33 Heron Azevedo - Victor Hugo Tight End - Felipe Leiria - 84 Luiz Felipe Domingues Offensive Linemen - Anselmo Brauer - 71 Dhiego Taylor - Hatila Fogo - Júnior Krüger - Lenin Caldeira - Marcos Martiny - Rafael Menezes - Rufo Neto Defensive Linemen - Andrei Vargas - Augusto Oliveira - Bruno da Silva - Delmer Zoschke - Denis Barros - Kawan Pivatto - Felipe Marques - 94 Vinicius Zanon Linebacker - Eduardo Murilo Viana - Gerson Santos - 14 Igor Mota - Laércio Anacleto - Igor Nery - Pablo Chalfun Defensive Back - Cleverson Freitas S - Rodolfo Santos S - 10 Henrique Rocha S - Paulo Henrique Torquato S - Bruno Rosa CB - Filipe Sodré CB - 27 Flavio Gouveia CB - Raphael da Cruz CB Special Team - Raiam Santos K/P Roster aggiornato al 3 gennaio 2025 |

| Roster del Brasile - Brasile-Argentina 2017 |
| --- |
| Quarterback - 4 Rodrigo Dantas - 9 Álvaro Fadini Running Back - 6 Branco Menezes - 40 Rômulo Ramos - 41 Luis Eduardo - 43 Everton Antero FB/TE - 47 Joao Pedro Fabres FB/TE Wide Receiver - 1 Guilherme Meurer - 2 Ednaldo Massu - 13 Rudá de Andrade - 18 Pedro Henrique Medici - 33 Heron Azevedo - 81 Victor Hugo - 84 Luiz Felipe Domingues Offensive Linemen - 56 Richard Mondin - 63 Lucas Passarini - 66 Lenin Caldeira - 67 Felipe de Bortoli - 69 Iury Machado - 71 Dhiego Taylor - 75 Caio Lucas Pereira - 76 Breno Takahashi - 77 Hatila Fogo Defensive Linemen - 49 Marcus Tuleba - 90 Edilson Asevedo - 91 Marcus Bunn - 92 Marcos Hércules - 94 Vinicius Zanon - 95 Andrey Pereira - 98 Augusto Oliveira - 99 Durval Queiroz Neto Linebacker - 33 Dariel Soares - 53 Ryan David - 55 Gabriel Pitta - 59 Luís Polastri Defensive Back - 3 Andrew Bernardini S - 10 Marcos Rocha S - 14 Igor Mota S - 21 Gregory Antonio de Oliveira CB - 24 José Edvaldo S - 25 Guilherme Santana S - 27 Flavio Gouveia CB - 29 Anderson Kvas S - 30 Raphael da Cruz CB Special Team - 5 Diego Aranha K/P Roster aggiornato al 2 gennaio 2025 |

| Roster del Brasile - Sulamericano 2023 |
| --- |
| Quarterback - Romário Reis - Álvaro Fadini - Lucas Caravita Running Back - Luis Eduardo - Lucas Adolfo - Marcos Gheller Wide Receiver - Heron Azevedo - João Mendes - Vitor Ramalho - Klaus Pais - Victor Vilaça - Felipe Golzio - Victor Hugo Tight End - Athos Daniel - Carlos de Paiva Offensive Linemen - Dhiego Taylor - Pollys Sacramento - Lucas Xavier - Diogo Fernandez - Tiago Lourencini - Iury Machado - Victor Quintas - Lenin Caldeira - Luan Rocha - Eduardo Peters Defensive Linemen - Lucas Vasconcelos - Andrey Pereira - Gabriel Montagner - Paulo Mosselin - Guilherme Stutz - Lucas Alarcon - Paulo Andrade - Bruno Sherman - Tulio Albuquerque - Kauan dos Santos Linebacker - Luís Polastri - Munir Ahmed - João Gabriel - Jefferson Martins - Giovanni Pichetti Defensive Back - Ryan David - Igor Mota - Junior de Jesus - Junis Bozetti - Andrew Bernardini - Pedro Bellini - José Edvaldo - Caio Nunes - Arthur De Lucca - Rhuan Carvalho Special Team - Amilcar Neto K/P - Diego Aranha K/P - Wallace Kamara KR/PR Roster aggiornato al 30 dicembre 2024 Coaching staff HC Brian Guzman |